# Sleeman

Logo

Sleeman Breweries Ltd. est une entreprise canadienne spécialisée dans la fabrication, la mise en marché et la distribution de bières dites de microbrasserie, portant le même nom.

## Historique
- Le 30 juin 2004, Sleeman Breweries Ltd. achète Unibroue pour 36,5 millions de dollars.
- Le 11 août 2006, Sapporo, une brasserie japonaise, offre d'acheter Sleeman pour la somme de 400 millions CAD[1].

## Sources
1. ↑  Une brasserie japonaise achète Sleeman au prix de 400 millions $, Presse canadienne, 2006-08-12